# Cacus

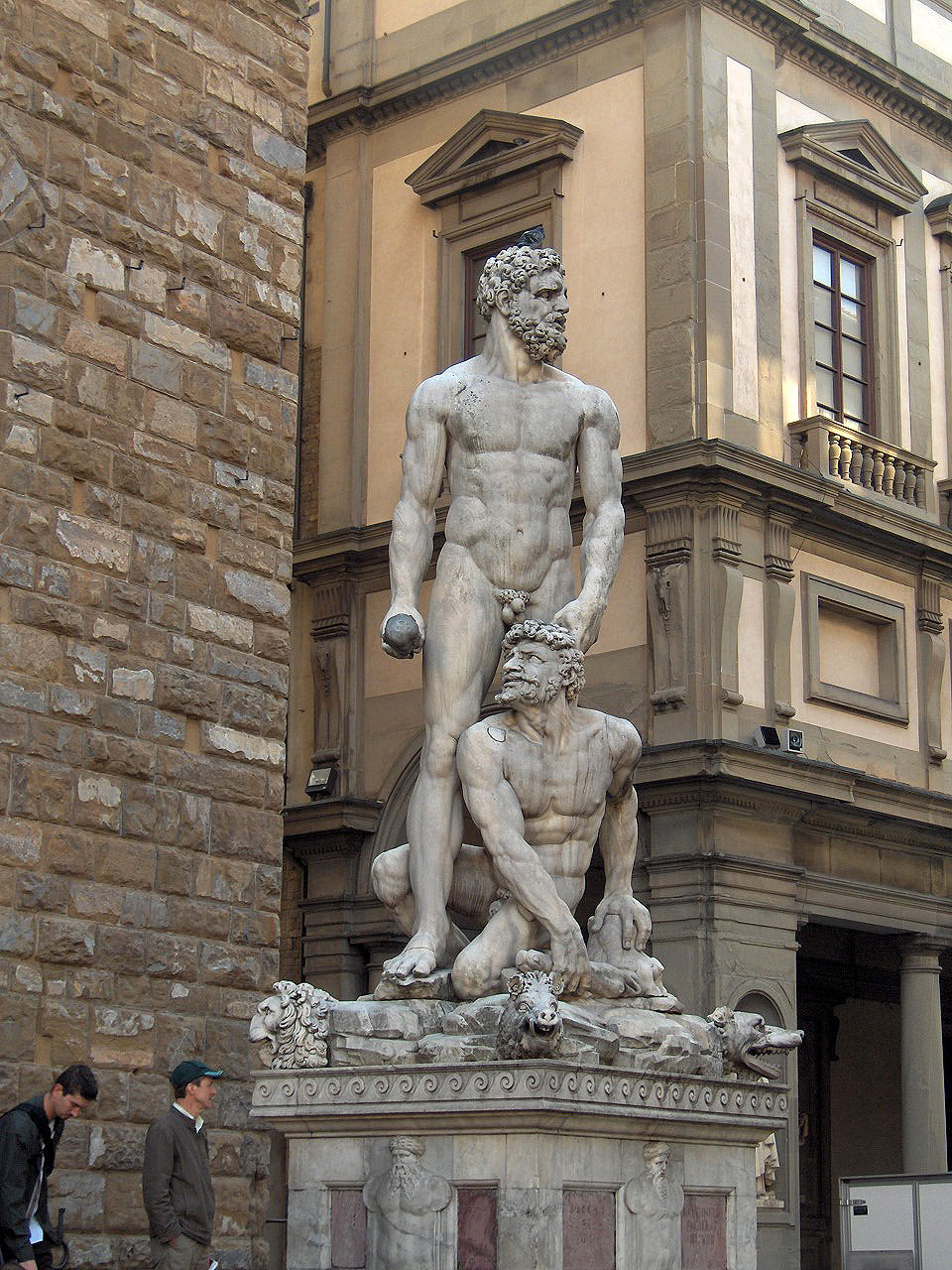
Hèrcules i Cacus, Palazzo Vecchio, Florència

En la mitologia romana, Cacus (grec antic: ὁ Κᾶκος -ου; llatí: Cācus ī) era una divinitat del foc o potser només el numen d'un indret. És un heroi local de Roma, al que es considerava fill de Vulcà. Vivia dins d'una cova al mont Aventí i era el terror dels habitants de la zona, ja que s'alimentava de carn humana i penjava els caps de les seves víctimes a l'entrada de la seva cova.
Segons la llegenda, després de derrotar el gegant Gerió, Hèrcules va menar els seus ramats fins a les ribes del Tíber, prop de la cova de Cacus. Mentre pasturaven les bèsties en llibertat al lloc del futur Forum Boarium Hèrcules es va adormir i el gegant, com que no podia robar-li tot el ramat encara que ho volgués, va robar vuit caps de bestiar, quatre vaques i quatre bous, arrossegant-los per la cua, forçant-los a caminar de recules, per no deixar rastre, així les petjades semblaven anar en una altra direcció, i els amagà dins de la seva cova. Quan Hèrcules es despertà i es disposava a marxar, va comptar el ramat i va veure el robatori. Va posar-se a cercar el bestiar que li faltava, i Cacus hauria sortit amb la seva si, segons una tradició, els animals no haguessin revelat la seva presència mugint al sentir la olor dels seus congèneres, o bé, si no l'hagués avisat Caca, la germana de Cacus. De qualsevol forma, Cacus i Hèrcules es van posar a combatre. Hèrcules va córrer furiós cap a la cova, on Cacus s'havia tancat bloquejant l'entrada amb una gran roca subjecta amb cadenes forjades per Vulcà. Hèrcules va haver d'obrir-se pas a través de la muntanya per abastar el seu enemic, va pujar al cim i arrencà les roques que formaven el sostre de la cova, i així va poder agafar el seu enemic i matar-lo. Una altra versió explica que Cacus i Hèrcules van combatre cos a cos. Cacus tenia tres caps i treia foc per les seves tres boques. Però Hèrcules el va matar amb la seva maça. D'aquí li ve a Hèrcules l'epítet Hèrcules Víctor / Hèrcules Invicte o Ἡρακλῆς Νικητής.
Hèrcules, després d'haver vençut Cacus, va fer un sacrifici a Júpiter Descobridor, en reconeixement de la victòria, i el rei Evandre, que regnava a la ciutat de Pal·lantea, on després hi hauria Roma i que governava un poble de pastors sobre el Palatí, molt a prop d'allà, li va agrair el fet d'haver alliberat el país d'un lladre com Cacus, i va prometre a Hèrcules que el cel el recompensaria donant-li honors divins.
Una llegenda antiga explicava que Cacus va ser un company del rei Màrsias, que havia vingut de Frígia a envair Itàlia. Màrsias envià Cacus d'ambaixador davant del rei etrusc Tarcont, però aquest el va fer presoner. Cacus va poder escapar i tornà al costat de Màrsias. Llavors Màrsias i Cacus van ocupar la Campània, vora Volturnum, i van atacar la regió de Roma, on hi havia una colònia arcàdia. Hèrcules, que s'havia aliat amb Tarcont, va destruir els invasors.
Finalment, Diodor parla d'un cert Cacius, un home molt fort que viva al Palatí i que va acollir Hèrcules quan aquest transitava pel país. Aquest nom perdura en una pujada del Palatí, les Scalae Caci, prop de casa seva (atrium Caci).